# Karl Weinhold (filolog)
 Der er flere personer med dette navn, se Karl Weinhold.
Karl Gotthelf Jakob Weinhold (født 26. oktober 1823 i Reichenbach im Eulengebirge, Schlesien, død 15. august 1901 i Berlin) var en tysk germanist.
Efter at have studeret i Halle var Weinhold som professor knyttet til forskellige tyske byer og udgav en række fremragende filologiske og kulturhistoriske skrifter. Blandt de betydeligste af hans værker må anføres: Die deutschen Frauen im Mittelalter (1851, 3. udgave 1897), Altnordisches Leben (1856), Die heidnischen Todtenbestattungen in Deutschland (1859), Alemannische Grammatik (1863), Bayrische Grammatik (1867) og Mittelhochdeutsche Grammatik (2. udgave 1882). Desuden udgav han ældre tyske digtninge samt Dramatischer Nachlass von J. M. R. Lenz (1884) og var den første redaktør af Zeitschrift des Vereins für Volkskunde.